# Cianotossina
Una cianotossina è un tipo particolare di tossina prodotta dai cianobatteri.

## Principali tossine sintetizzate dai cianobatteri
| Cianotossina        | Genere di cianobatterio con capacità di sintesi                         |
| ------------------- | ----------------------------------------------------------------------- |
| Anatossina-a        | Oscillatoria, Aphanizomenon, Planktothrix, Anabaena, Cylindrospermum    |
| Anatossina-a(S)     | Aphanizomenon, Anabaena e Lyngbya                                       |
| Cilindrospermopsina | Cylindrospermopsis, Umezakia, Aphanizomenon, Raphidiopsis               |
| Homoanatossina-a    | Planktothrix                                                            |
| Lingbiatossina      | Lyngbya                                                                 |
| Microcistina        | Microcystis, Planktothrix, Anabaena, Nostoc, Anabaenopsis, Hapalosiphon |
| Nodularina          | Nodularia                                                               |
| Saxitossina         | Aphanizomenon, Anabaena, Lyngbya, Cylindrospermopsis e Planktothrix     |

## Galleria d'immagini

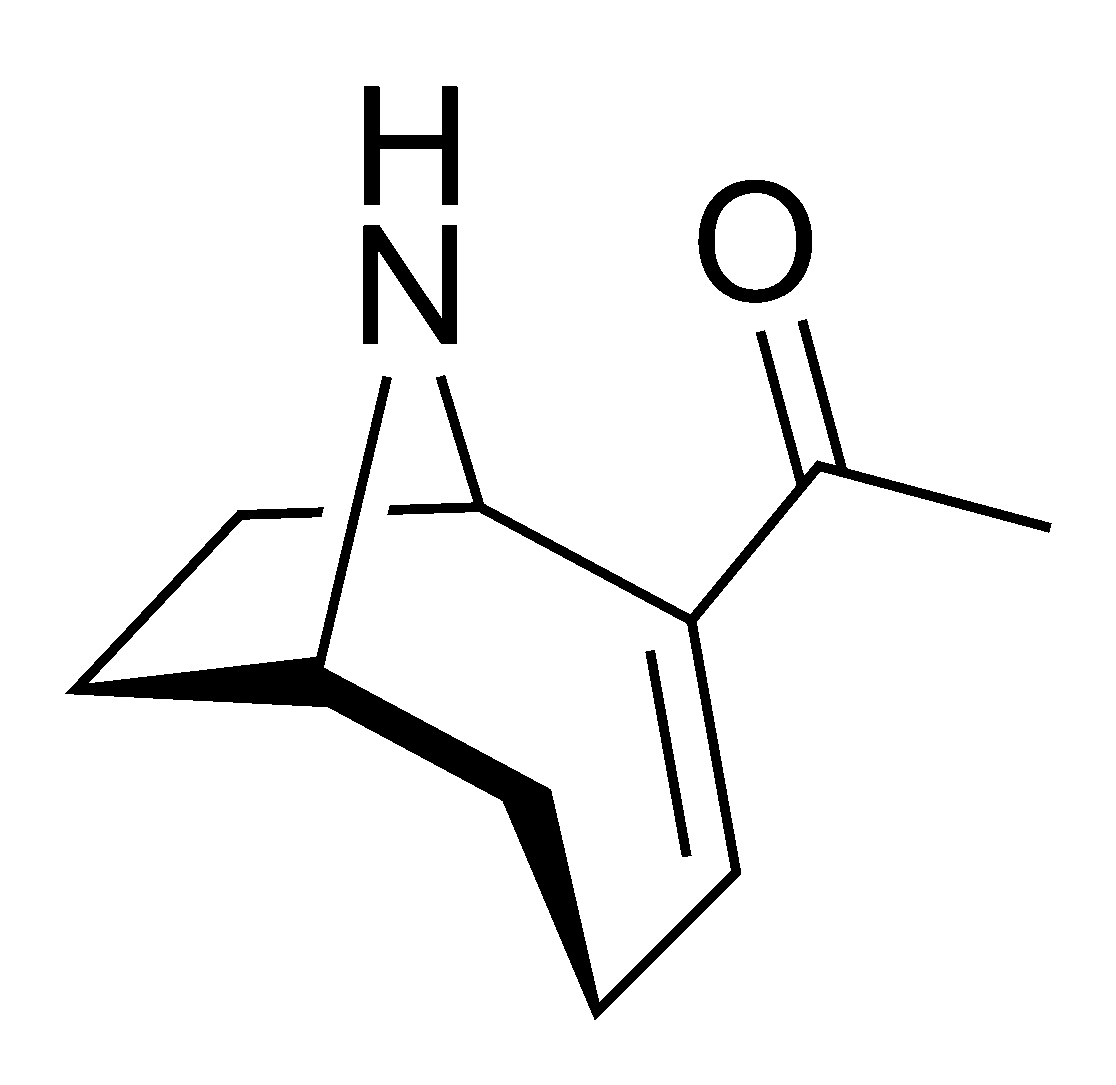
Anatossina-a
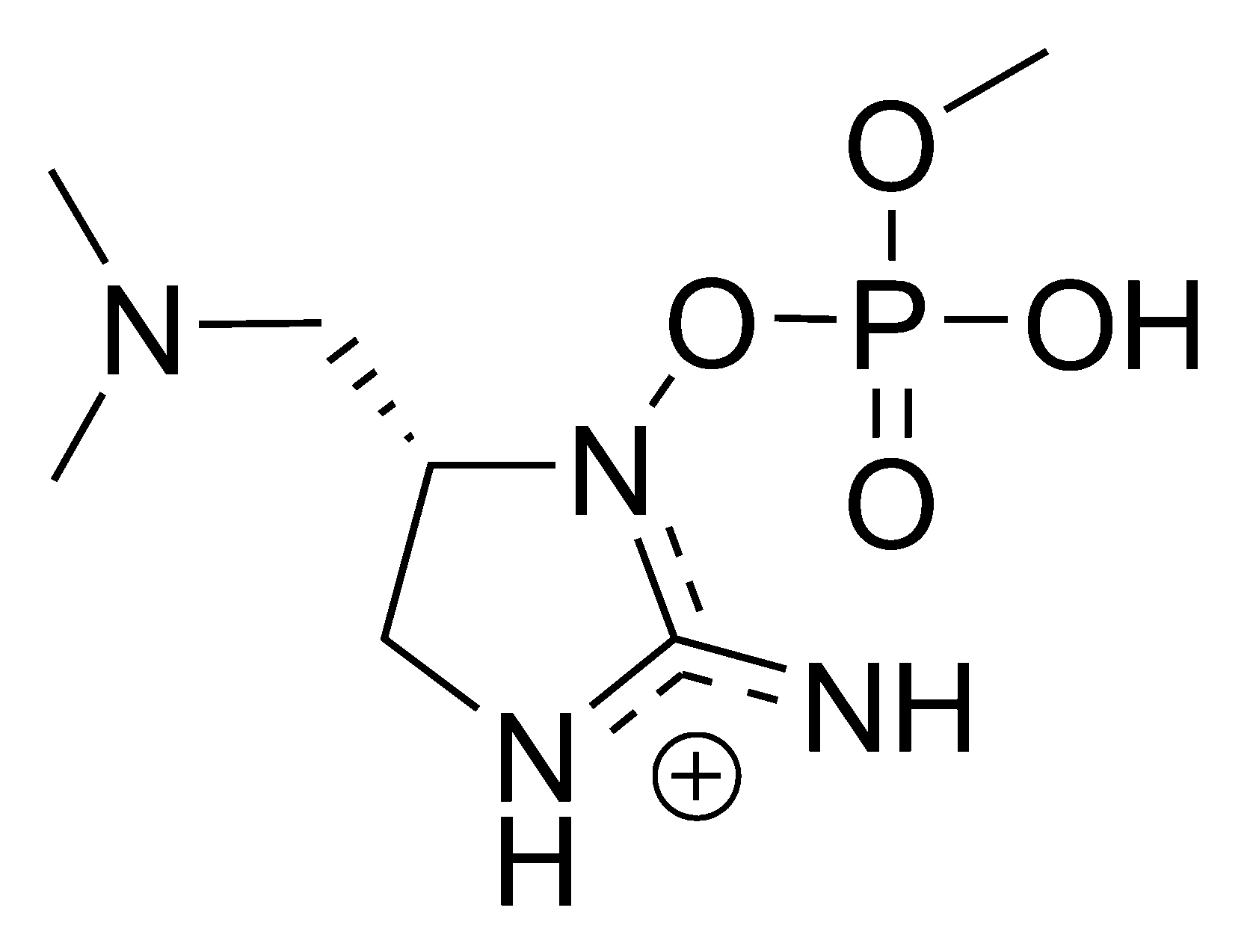
Anatossina-as
Aplisiatossina
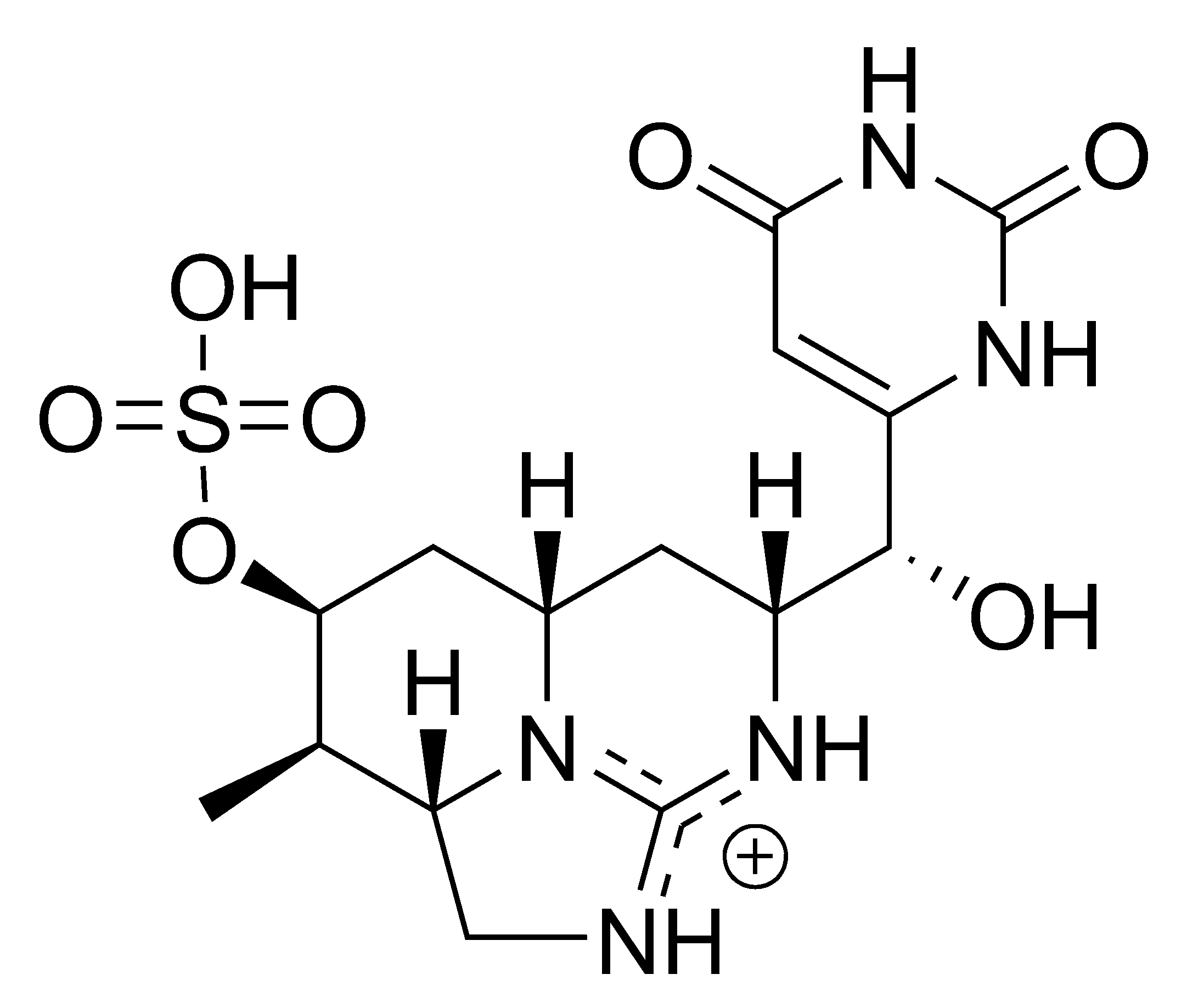
Cilindrospermopsina
Microcistina LR
Nodularina R
Saxitossina
Acido domoico
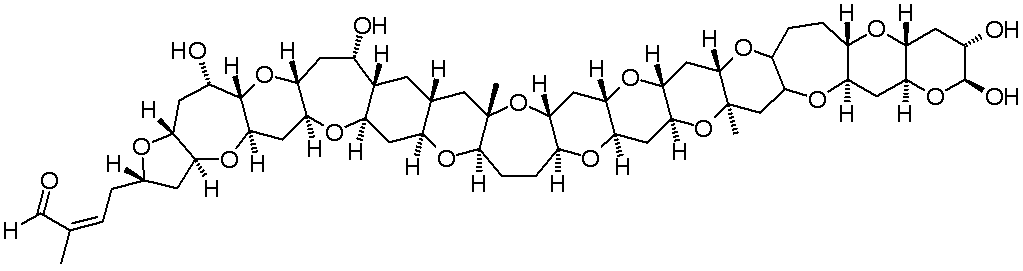
Gimnocina A